# 니시다 메이카
니시다 메이카(일본어: 西田 明華, 1997년 11월 16일 ~ )는 일본의 여자 축구 선수이다.

## 구단 경력
나데시코 리그의 세레소 오사카 사카이에서 활동했다.

## 국가대표팀 경력
그녀는 2014년 FIFA U-17 여자 월드컵에 참가할 일본 U-17 국가대표팀에 발탁되었으며, 3경기에 출전, 1득점을 기록했으며 우승에 기여했다. 2016년 FIFA U-20 여자 월드컵에 참가할 일본 U-20 국가대표팀에도 발탁되었으며, 3경기에 출전, 3위에 기여했다.